# نهائي كأس إيطاليا 2001
نهائي كأس إيطاليا 2001 هي المباراة النهائية من منافسة كأس إيطاليا 2000–01، أقيمت المباراة في 2001، بين فريقي نادي بارما، ونادي فيورنتينا، وفاز فيها نادي فيورنتينا، بعد أن هزم نادي بارما، بنتيجة 1 - 2.

## تفاصيل المباراة
لعبت المباراة النهائية في 2001.
| نادي بارما | 1 -2 | نادي فيورنتينا |
| ---------- | ---- | -------------- |
|            |      |                |